# Saint-Georges-de-Rex
 Saint-Georges-de-Rex  es una población y comuna francesa, en la región de Poitou-Charentes, departamento de Deux-Sèvres, en el distrito de Niort y cantón de Mauzé-sur-le-Mignon.

## Demografía
| 377 | 352 | 321 | 360 | 391 | 374 |
| Para los censos de 1962 a 1999 la población legal corresponde a la población sin duplicidades (Fuente: INSEE [Consultar]) |     |     |     |     |     |